# Дякова (Словаччина)
Дякова (словац. Diaková) — село, громада округу Мартін, Жилінський край, регіон Турєц. Кадастрова площа громади — 2,42 км².
Населення 436 осіб (станом на 31 грудня 2018 року). Протікає Склабінський потік.

## Історія
Дянова згадується 1348 року.

## Населення
| Рік:            | 1994. | 2004.   | 2014.    | 2024.    |
| --------------- | ----- | ------- | -------- | -------- |
| Кількість осіб: | 222   | 243     | 349      | 595      |
| Різниця:        |       | +9,45 % | +43,62 % | +70,48 % |

| Рік:            | 2023. | 2024.   |
| --------------- | ----- | ------- |
| Кількість осіб: | 576   | 595     |
| Різниця:        |       | +3,29 % |